# Dorjulopirata dorjulanus
Genre
Espèce
Dorjulopirata dorjulanus, unique représentant du genre Dorjulopirata, est une espèce d'araignées aranéomorphes de la famille des Lycosidae.

## Distribution
Cette espèce est endémique du Bhoutan.

## Étymologie
Son nom d'espèce lui a été donné en référence au lieu de sa découverte, Dorju-la.

## Publication originale
- Buchar, 1997 : Lycosidae aus Bhutan 1. Venoniinae und Lycosinae (Arachnida: Araneae). Entomologica Basiliensia, vol. 20, p. 5-32.